# دوك باس
دوك باس (بالإنجليزية: Doc Bass)‏ هو لاعب كرة قاعدة أمريكي، ولد في 4 ديسمبر 1898 في ماكون في الولايات المتحدة، وتوفي بنفس المكان في 12 ديسمبر 1970.

## وصلات خارجية
- دوك باس على موقعبيزبول رفرنس.كوم (الدوري الرئيسي) (الإنجليزية)
- دوك باس على موقعبيزبول رفرنس.كوم (الدوري الثانوي) (الإنجليزية)